# Acontiactis gokhaleae
Acontiactis gokhaleae är en havsanemonart som beskrevs av J.L. England 1990. Acontiactis gokhaleae ingår i släktet Acontiactis och familjen Bathyphellidae. Inga underarter finns listade i Catalogue of Life.